# Incendis forestals a Xile de 2023
Els incendis forestals a Xile de 2023 són una sèrie d'incendis forestals que es van produir a l'inici del 2023 a Xile.

## Fets
Els incendis forestals van començar al tram final del gener d'aquell any i fins al 4 de febrer van afectar almenys 47 000 hectàrees. Segons les autoritats xilenes, va haver-hi més de 200 incendis diferents, que van originar 22 morts, 20 ferits i la destrucció d'un centenar d'habitatges.
Les comarques on la catàstrofe natural en qüestió va tenir més impacte van ser Biobío, Ñuble i l'Araucania.
L'envergadura dels incendis va empènyer les autoritats a decretar a les zones més afectades el 17 de febrer del 2023 el toc de queda, que va de mitjanit a les 5 de la matinada.
Aquests fets van ocórrer en un context d'extrema sequera a l'Estat, accentuada pel fet que l'hemisferi sud es trobava en ple estiu.

## Resposta institucional

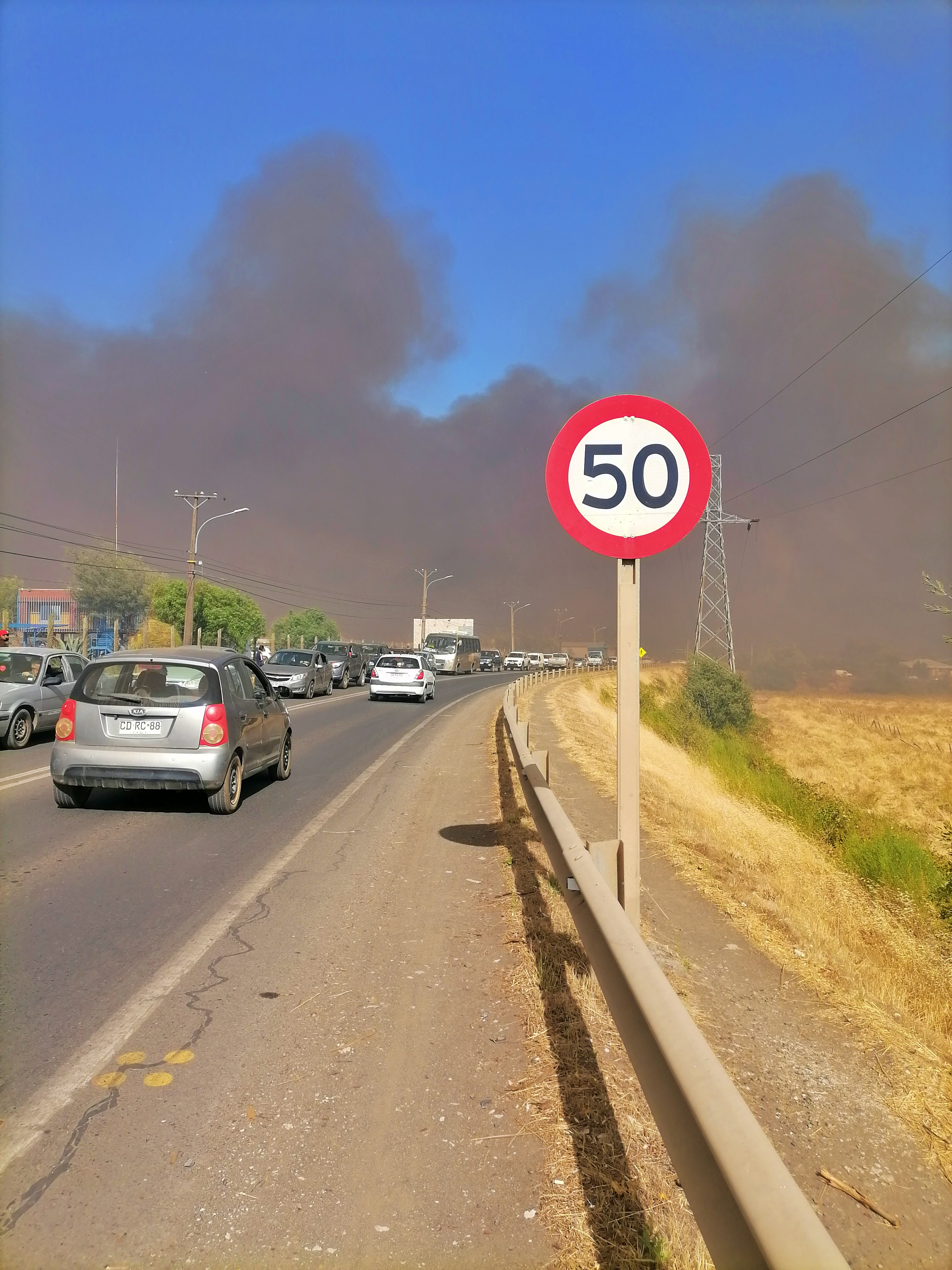
Trànsit a la ruta N-55 per l'incendi forestal al sector de Boyén de la comuna de Chillán a la regió de Ñuble-

D'una banda, el president de Xile Gabriel Boric va declarar estat d'emergència i va adreçar el següent missatge a la ciutadania mitjançant X: «La protecció de les famílies és la nostra prioritat. Treballem de manera coordinada amb les autoritats locals i nacionals per a combatre els incendis forestals que afecten les regions del Maule, Ñuble, Biobío i l'Araucania».
Endemés, la ministra de l'Interior Carolina Tohá va anunciar que el govern havia declarat catàstrofe com la regió veïna de Ñuble, cosa que el president Boric havia anunciat la nit del dijous i que va permetre el desplegament de soldats i recursos addicionals amb la finalitat de contrarestar els efectes dels incendis. De fet, la portaveu del govern Camila Vallejo va demanar la col·laboració privada amb aquest fi.